# President de Bolívia

Escut de Bolívia

El President de l'Estat Plurinacional de Bolívia (en castellà:Presidente del Estado Plurinacional de Bolivia) o President de Bolívia és cap d'estat i cap de govern de Bolívia. Segons la Constitució, el president és escollit per vot popular per a un període de 5 anys, renovable. La Constitució de 2009 introdueix una segona volta en el cas que cap candidat a la presidència obtingui la majoria dels vots.

## Història
Durant els més de 180 anys d'independència, Bolívia ha estat governada per caps militars que van lluitar per la independència, per líders de la Guerra del Pacífic, representant de l'aristocràcia i líders escollits democràticament. A més,la història de la presidència ha estat involucrada en guerres civils, cops d'estat i violència.
S'han utilitzat diferents títols com "Alliberador de Bolívia" (usat per Simón Bolívar i Antonio José de Sucre), i "Protector Suprem" (per Andrés de Santa Cruz).
La taula següent conté una llista de les persones que han estat Presidents de Bolívia.

## Llista de Presidents de Bolívia
| #  | Fotografia | Nom                                            | Des de                 | Fins a                 | Títol(s) |
| -- | ---------- | ---------------------------------------------- | ---------------------- | ---------------------- | --- |
| 1  |            | Simón Bolívar                                  | 11 d'agost de 1825     | 29 de desembre de 1825 | Alliberador de Bolívia/Liberador de Bolivia |
| 2  |            | Antonio José de Sucre                          | 29 de desembre de 1825 | 18 d'abril de 1828     | Alliberador de Bolívia (29 de desembre de 1825 – 19 de juny de 1826) President (19 de juny de 1826 – 18 d'abril de 1828)                                                                                              |
| 3  |            | José María Pérez de Urdininea                  | 18 d'abril de 1828     | 2 d'agost de 1828      | President |
| 4  |            | José Miguel de Velasco                         | 2 d'agost de 1828      | 18 de desembre de 1828 | President temporal |
| 5  |            | Pedro Blanco Soto                              | 18 de desembre de 1828 | 1 de gener de 1829     | President Provisional |
| 6  |            | José Miguel de Velasco                         | 1 de gener de 1829     | 24 de maig de 1829     | President temporal |
| 7  |            | Andrés de Santa Cruz                           | 24 de maig de 1829     | 20 de febrer de 1839   | President Provisional (29 de maig de 1829 – 15 d'agost de 1831) President (15 d'agost de 1831 – 20 de febrer de 1839) Supreme Protector de la Confederació Perú–Bolívia (28 d'octubre de 1836 – 20 de febrer de 1839) |
| 8  |            | José Miguel de Velasco                         | 20 de febrer de 1839   | 10 de juny de 1841     | Cap Suprem Provisional (20 de febrer de 1839 – 16 de juny de 1839) President provisional (16 de juny de 1839 – 15 d'agost de 1840) President (15 d'agost de 1840 – 10 Juny 1841)                                      |
| 9  |            | Sebastián Ágreda                               | 10 de juny de 1841     | 9 de juliol de 1841    | Cap Provisional |
| 10 |            | Mariano Calvo                                  | 9 de juliol de 1841    | 22 de setembre de 1841 | President temporal |
| 11 |            | José Ballivián                                 | 22 de setembre de 1841 | 23 de desembre de 1847 | President Provisional (22 de setembre de 1841 – 15 d'agost de 1844) President (15 d'agost de 1844 – 23 de desembre de 1847)                                                                                           |
| 12 |            | Eusebio Guilarte Vera                          | 23 de desembre de 1847 | 2 de gener de 1848     | President interí |
| 13 |            | José Miguel de Velasco                         | 18 de gener de 1848    | 6 de desembre de 1848  | President provisional |
| 14 |            | Manuel Isidoro Belzu                           | 6 de desembre de 1848  | 15 d'agost de 1855     | President Provisional (6 de desembre de 1848 – 15 d'agost de 1850) President (15 d'agost de 1850 – 15 d'agost de 1855)                                                                                                |
| 15 |            | Jorge Córdova                                  | 15 d'agost de 1855     | 21 d'octubre de 1857   | President |
| 16 |            | José María Linares                             | 21 d'octubre de 1857   | 14 de gener de 1861    | President Provisional (21 d'octubre de 1857 – 1858) Dictador perpetu (1858 – 14 gener 1861) |
|    |            | Junta de Govern                                | 14 de gener de 1861    | 4 de maig de 1861      | Membres: Ruperto Fernández José María Achá Manuel Antonio Sánchez (fins a 9 d'abril de 1861) |
| 17 |            | José María Achá                                | 4 de maig de 1861      | 28 de desembre de 1864 | President Provisional (4 de maig de 1861 – 15 d'agost de 1862) President (15 d'agost de 1862 – 28 de desembre de 1864)                                                                                                |
| 18 |            | Mariano Melgarejo                              | 28 de desembre de 1864 | 15 de gener de 1871    | President Provisional (28 de desembre de 1864 – 15 d'agost de 1870) President (15 d'agost de 1870 – 15 Gener 1871) |
| 19 |            | Agustín Morales                                | 15 gener 1871          | 27 novembre 1872       | Suprem Cap de la Revolució (15 de gener de 1871 – 21 de gener de 1871) President Provisional (21 gener 1871 – 25 d'agost de 1872) President (25 d'agost de 1872 – 27 Novembre 1872)                                   |
| 20 |            | Tomás Frías Ametller                           | 28 de novembre de 1872 | 9 de maig de 1873      | President |
| 21 |            | Adolfo Ballivián                               | 9 de maig de 1873      | 14 de febrer de 1874   | President |
| 22 |            | Tomás Frías Ametller                           | 14 de febrer de 1874   | 4 de maig de 1876      | President |
| 23 |            | Hilarión Daza                                  | 4 de maig de 1876      | 14 d'abril de 1879     | President |
| 24 |            | Pedro José Domingo de Guerra                   | 14 d'abril de 1879     | 10 de setembre de 1879 | President |
| 25 |            | Narciso Campero                                | 19 de gener de 1880    | 3 de setembre de 1884  | President |
| 26 |            | Gregorio Pacheco                               | 3 de setembre de 1884  | 15 d'agost de 1888     | President |
| 27 |            | Aniceto Arce                                   | 15 d'agost de 1888     | 11 d'agost de 1892     | President |
| 28 |            | Mariano Baptista                               | 11 d'agost de 1892     | 19 d'agost de 1896     | President |
| 29 |            | Severo Fernández                               | 19 d'agost de 1896     | 12 d'abril de 1899     | President |
|    |            | Junta de Govern                                | 12 d'abril de 1899     | 25 d'octubre de 1899   | Membres: José Manuel Pando Serapio Reyes Ortiz Macario Pinilla Vargas |
| 30 |            | José Manuel Pando                              | 25 d'octubre de 1899   | 14 d'agost de 1904     | President |
| 31 |            | Ismael Montes                                  | 14 d'agost de 1904     | 12 d'octubre de 1909   | President |
| 32 |            | Eliodoro Villazón                              | 12 d'octubre de 1909   | 14 d'octubre de 1913   | President |
| 33 |            | Ismael Montes                                  | 14 d'octubre de 1913   | 15 d'octubre de 1917   | President |
| 34 |            | José Gutiérrez Guerra                          | 15 d'octubre de 1917   | 12 de juliol de 1920   | President |
|    |            | Junta de Govern                                | 13 de juliol de 1920   | 28 de gener de 1921    | Membres: Bautista Saavedra José María Escalier José Manuel Ramírez |
| 35 |            | Bautista Saavedra                              | 28 de gener de 1921    | 3 de setembre de 1925  | President |
| 36 |            | Felipe S. Guzmán                               | 3 de setembre de 1925  | 10 de gener de 1926    | President provisional |
| 37 |            | Hernando Siles Reyes                           | 10 de gener de 1926    | 28 de maig de 1930     | President |
|    |            | Consell de Ministres                           | 28 de maig de 1930     | 25 de juny de 1930     | Membres: Alberto Díez de Medina Germán Antelo Arauz (fins a 17 de juny de 1930) Franklin Mercado David Toro José Aguirre Achá Fidel Vega Carlos Banzer Ezequiel Romecín Calderón (après el 17 de juny de 1930)        |
| 38 |            | Carlos Blanco Galindo                          | 28 de juny de 1930     | 5 March 1931           | President de la Junta de Govern Militar Membres: José L. Lanza Filiberto Osorio Bernardino Bilbao Rioja Emilio González Quint José Ayoroa                                                                             |
| 39 |            | Daniel Salamanca Urey                          | 5 March 1931           | 27 de novembre de 1934 | President |
| 40 |            | José Luis Tejada Sorzano                       | 28 de novembre de 1934 | 17 de maig de 1936     | President |
| 41 |            | Germán Busch Becerra                           | 17 de maig de 1936     | 20 de maig de 1936     | President de la Junta de Govern |
| 42 |            | David Toro                                     | 20 de maig de 1936     | 13 de juliol de 1937   | President de la Junta de Govern |
| 43 |            | Germán Busch Becerra                           | 13 de juliol de 1937   | 23 d'agost de 1939     | President del Govern de la Junta (13 Juliol 1937 – 28 Maig 1938) President (28 Maig 1938 – 23 d'agost de 1939) |
| 44 |            | Carlos Quintanilla                             | 23 d'agost de 1939     | 15 d'abril de 1940     | President provisional |
| 45 |            | Enrique Peñaranda                              | 15 d'abril de 1940     | 20 de desembre de 1943 | President |
| 46 |            | Gualberto Villarroel                           | 20 de desembre de 1943 | 21 de juliol de 1946   | President del Govern de la Junta provisional (20 de desembre de 1943 – 5 d'abril de 1944) President provisional (5 d'abril de 1944 – 6 d'agost de 1944) President (6 d'agost de 1944 – 21 Juliol 1946)                |
| 47 |            | Néstor Guillén                                 | 21 de juliol de 1946   | 15 d'agost de 1946     | President del Govern de la Junta provisional |
| 48 |            | Tomás Monje                                    | 15 d'agost de 1946     | 10 March 1947          | President del Govern de la Junta provisional |
| 49 |            | Enrique Hertzog                                | 10 March 1947          | 22 d'octubre de 1949   | President |
| 50 |            | Mamerto Urriolagoitía                          | 22 d'octubre de 1949   | 16 de maig de 1951     | President provisional (22 d'octubre de 1949 – 24 d'octubre de 1949) President (24 d'octubre 1949 – 16 Maig 1951) |
| 51 |            | Hugo Ballivián                                 | 16 de maig de 1951     | 11 d'abril de 1952     | Cap de la Junta Militar Membres: Antonió Seleme Vargas Humberto Torres Ortiz |
| 52 |            | Hernán Siles Zuazo                             | 11 d'abril de 1952     | 16 d'abril de 1952     | President provisional |
| 53 |            | Víctor Paz Estenssoro                          | 16 d'abril de 1952     | 6 d'agost de 1956      | President |
| 54 |            | Hernán Siles Zuazo                             | 6 d'agost de 1956      | 6 d'agost de 1960      | President |
| 56 |            | Víctor Paz Estenssoro                          | 6 d'agost de 1960      | 4 de novembre de 1964  | President |
| 57 |            | René Barrientos                                | 5 de novembre de 1964  | 26 de maig de 1965     | Cap de la Junta Militar |
| 58 |            | René Barrientos + Alfredo Ovando Candía        | 26 de maig de 1965     | 2 de gener de 1966     | Co-Chairmen of the Military Junta |
| 58 |            | Alfredo Ovando Candía                          | 2 de gener de 1966     | 6 d'agost de 1966      | Cap de la Junta Militar |
| 59 |            | René Barrientos                                | 6 d'agost de 1966      | 27 d'abril de 1969     | President |
| 60 |            | Luis Adolfo Siles Salinas                      | 27 d'abril de 1969     | 26 de setembre de 1969 | President |
| 61 |            | Alfredo Ovando Candía                          | 26 de setembre de 1969 | 6 d'octubre de 1970    | President |
|    |            | Junta de Comandants de les Forces Armades 1970 | 6 d'octubre de 1970    | 7 d'octubre de 1970    | Membres: Efraín Guachalla Ibáñez Fernando Sattori Ribera Alberto Albarracín Crespo |
| 62 |            | Juan José Torres                               | 7 d'octubre de 1970    | 21 d'agost de 1971     | President |
|    |            | Junta de Comandants de les Forces Armades 1971 | 21 d'agost de 1971     | 22 d'agost de 1971     | Membres: Andrés Selich Chop (Chairmen) Hugo Banzer Suárez Jaime Florentino Mendieta |
| 63 |            | Hugo Banzer Suárez                             | 22 d'agost de 1971     | 21 de juliol de 1978   | President |
|    |            | Víctor González Fuentes                        | 21 de juliol de 1978   | 21 de juliol de 1978   | Cap de la Junta Militar |
| 64 |            | Juan Pereda                                    | 21 de juliol de 1978   | 24 de novembre de 1978 | President |
| 65 |            | David Padilla                                  | 24 de novembre de 1978 | 8 d'agost de 1979      | Cap de la Junta Militar |
| 66 |            | Wálter Guevara                                 | 8 d'agost de 1979      | 1 de novembre de 1979  | President provisional |
| 67 |            | Alberto Natusch                                | 1 de novembre de 1979  | 16 de novembre de 1979 | President |
| 68 |            | Lidia Gueiler Tejada                           | 17 de novembre de 1979 | 18 de juliol de 1980   | President provisional |
|    |            | Junta de Comandants de les Forces Armades 1980 | 18 de juliol de 1980   | 18 de juliol de 1980   | Membres: Luis García Meza Tejada Waldo Bernal Pereira Ramiro Terrazas Rodríguez |
| 69 |            | Luis García Meza Tejada                        | 18 de juliol de 1980   | 4 d'agost de 1981      | President |
|    |            | Junta de Comandants de les Forces Armades 1981 | 4 d'agost de 1981      | 4 de setembre de 1981  | Membres: Waldo Bernal Pereira Celso Torrelio Óscar Jaime Pammo |
| 70 |            | Celso Torrelio                                 | 4 de setembre de 1981  | 19 de juliol de 1982   | President |
|    |            | Junta de Comandants de les Forces Armades 1982 | 19 de juliol de 1982   | 21 de juliol de 1982   | Membres: Natalio Morales Mosquera Óscar Jaime Pammo Ángel Mariscal Gómez |
| 71 |            | Guido Vildoso                                  | 21 Juliol 1982         | 10 d'octubre de 1982   | President |
| 72 |            | Hernán Siles Zuazo                             | 10 d'octubre de 1982   | 6 d'agost de 1985      | President |
| 73 |            | Víctor Paz Estenssoro                          | 6 d'agost de 1985      | 6 d'agost de 1989      | President |
| 74 |            | Jaime Paz Zamora                               | 6 d'agost de 1989      | 6 d'agost de 1993      | President |
| 75 |            | Gonzalo Sánchez de Lozada                      | 6 d'agost de 1993      | 6 d'agost de 1997      | President |
| 76 |            | Hugo Banzer Suárez                             | 6 d'agost de 1997      | 7 d'agost de 2001      | President |
| 77 |            | Jorge Quiroga Ramírez                          | 7 d'agost de 2001      | 6 d'agost de 2002      | President |
| 78 |            | Gonzalo Sánchez de Lozada                      | 6 d'agost de 2002      | 17 d'octubre de 2003   | President |
| 79 |            | Carlos Mesa                                    | 17 d'octubre de 2003   | 9 de juny de 2005      | President |
| 80 |            | Eduardo Rodríguez Veltzé                       | 9 de juny de 2005      | 22 de gener de 2006    | President |
| 81 |            | Evo Morales                                    | 22 de gener de 2006    | 10 novembre 2019       | President |
| 81 |            | Jeanine Áñez                                   | 10 novembre 2019       | Actualitat             | President |